# 浸出

左の図は浸出、右の図は拡散を表している。浸出は、オリフィスが分子の平均自由行程よりも小さい時に生じ。拡散は同時に複数の分子が通り抜けられる時に生じる。

浸出（しんしゅつ、英:Effusion）とは、個々の分子が分子同士の衝突なしに穴から流れ出る過程である。穴の直径が分子の平均自由行程よりもかなり小さい場合に起こる。グレアムの法則によると、気体の浸出速度（単位時間当たりに穴を通過する分子の数）は分子量に依存し、低分子量の気体は高分子量の気体よりも速く浸出する。同じ温度{\displaystyle T}の2種類の気体は同じ運動エネルギーを持ち、それぞれの気体の分子速度{\displaystyle v_{\rm {rms}}}の二乗平均平方根は、次の等式により計算される。
{\displaystyle {\frac {3}{2}}k_{\rm {B}}T={\frac {m}{2}}v_{\rm {rms}}^{2}}
ここで、{\displaystyle k_{\rm {B}}}はボルツマン定数である。従って、軽い分子は速度が速くなり、その結果、単位時間当たりにより多くの分子が穴を通過する。これは、水素で膨らませた風船が速く萎む理由である。

## 熱力学への応用
スコットランドの化学者トーマス・グレアムは、気体の浸出速度が粒子の質量の平方根に逆比例することを実験的に見いだした。言い換えると、同じ温度と圧力の2つの気体の浸出速度の比は、気体粒子の質量の平方根の逆比により与えられるということである。この等式は、次のように書ける。
{\displaystyle {{\mbox{Rate of effusion of gas}}_{1} \over {\mbox{Rate of effusion of gas}}_{2}}={\sqrt {M_{2} \over M_{1}}}}
ここで、{\displaystyle M_{1}}と{\displaystyle M_{2}}は気体の分子量を表す。この等式は、グレアムの法則として知られる。